# Obudovac
Obudovac (cyr. Обудовац) – wieś w Bośni i Hercegowinie, w Republice Serbskiej, w gminie Šamac. W 2013 roku liczyła 2421 mieszkańców.